# كفر سعدون
كفر سعدون إحدى قرى مركز قطور التابع لمحافظة الغربية بجمهورية مصر العربية.

## التاريخ
قرية كفر سعدون من القرى القديمة، حيث وردت باسم «كفر سعدان» في أعمال الغربية ضمن قرى الروك الصلاحي التي أحصاها ابن مماتي في كتاب قوانين الدواوين، كما وردت باسم «كفر سعدون» في أعمال الغربية ضمن قرى الروك الناصري التي أحصاها ابن الجيعان في كتاب «التحفة السنية بأسماء البلاد المصرية».
وردت باسم «كفر سعدون» في التربيع العثماني الذي أجراه الوالي العثماني سليمان باشا الخادم في عصر السلطان العثماني سليمان القانوني ضمن قرى ولاية الغربية، وفي تاريخ 1228هـ/1813م الذي عدّ قرى مصر بعد المسح الذي قام به محمد علي باشا باسم «كفر سعدون». أصلها من توابع مركز طنطا ثم نقلت إلى مركز قطور منذ إنشائها في عام 1947 ووردت ضمن قراه في تعداد 1960.

## السكان
بلغ عدد سكان كفر سعدون 3722 نسمة حسب تقدير عام 2018.
| السنة  | 1882 | 1897 | 1907 | 1927 | 1947 | 1960 | 1976 | 1986 | 1996 | 2006  | 2018 |
| ------ | ---- | ---- | ---- | ---- | ---- | ---- | ---- | ---- | ---- | ----- | ---- |
| القرية | 574  | 1042 | 1191 | 1252 | 1454 | 1841 | 2340 | 2971 | 3286 | 3,875 | 3722 |